# 萨拉·哈珀
萨拉·哈珀是一位英国老人學家，牛津大学第一位老年学教授，主要作品有入选牛津通识读本的《人口学》（Demography）等。